# Brancsikellus
Brancsikellus is een geslacht van rechtvleugeligen uit de familie veldsprinkhanen (Acrididae). De wetenschappelijke naam van dit geslacht is voor het eerst geldig gepubliceerd in 1899 door Berg.

## Soorten
Het geslacht Brancsikellus  is monotypisch en omvat slechts de volgende soort:
- Brancsikellus gracilis (Brancsik, 1897)